# 本塔高原
本塔高原（英語：Venta Plateau）是南極洲的高原，位於奧次地，處於黑文山以東7公里，屬於不列顛嶺的一部分，海拔高度1,800至2,000米，現時由南極條約體系管理。